# Burguillos del Cerro
Burguillos del Cerro là một đô thị trong tỉnh Badajoz, Extremadura, Tây Ban Nha. Dân số 3.284 người và diện tích 187.5 km².